# Gran Premio d'Australia 1999
Il Gran Premio d'Australia 1999 è stato il primo appuntamento della stagione di Formula 1 1999.
Disputatosi il 7 marzo sul Circuito Albert Park, ha visto la vittoria di Eddie Irvine su Ferrari, seguito da Heinz-Harald Frentzen e da Ralf Schumacher.

## Qualifiche

### Resoconto
La McLaren domina le qualifiche, con Häkkinen e Coulthard che occupano la prima fila e distanziano i rivali di quasi un secondo e mezzo. Terzo è Michael Schumacher, affiancato dalla sorprendente Stewart di Barrichello; seguono Frentzen, Irvine, Fisichella, Ralf Schumacher, Hill e Wurz, che completa la top ten. Da segnalare oltretutto gli incidenti di Häkkinen al venerdì e di Wurz al sabato, poco prima delle qualifiche.
Il debuttante Gené su Minardi fallisce inizialmente la qualifica, sforando la regola del 107%; il pilota spagnolo viene comunque ammesso sulla griglia di partenza dai commissari australiani, a fronte della maggiore velocità che aveva palesato nelle prove libere del venerdì.

### Risultati
| Pos                         | N  | Pilota                | Costruttore/Motore   | Giro     | Gap    |
| --------------------------- | -- | --------------------- | -------------------- | -------- | ------ |
| 1                           | 1  | Mika Häkkinen         | McLaren - Mercedes   | 1'30"462 |        |
| 2                           | 2  | David Coulthard       | McLaren - Mercedes   | 1'30"946 | +0"484 |
| 3                           | 3  | Michael Schumacher    | Ferrari              | 1'31"781 | +1"319 |
| 4                           | 16 | Rubens Barrichello    | Stewart - Ford       | 1'32"148 | +1"686 |
| 5                           | 8  | Heinz-Harald Frentzen | Jordan - Mugen-Honda | 1'32"276 | +1"814 |
| 6                           | 4  | Eddie Irvine          | Ferrari              | 1'32"289 | +1"827 |
| 7                           | 9  | Giancarlo Fisichella  | Benetton - Playlife  | 1'32"540 | +2"078 |
| 8                           | 6  | Ralf Schumacher       | Williams - Supertec  | 1'32"691 | +2"229 |
| 9                           | 7  | Damon Hill            | Jordan - Mugen-Honda | 1'32"695 | +2"233 |
| 10                          | 10 | Alexander Wurz        | Benetton - Playlife  | 1'32"789 | +2"327 |
| 11                          | 22 | Jacques Villeneuve    | BAR - Supertec       | 1'32"888 | +2"426 |
| 12                          | 19 | Jarno Trulli          | Prost - Peugeot      | 1'32"971 | +2"509 |
| 13                          | 17 | Johnny Herbert        | Stewart - Ford       | 1'32"991 | +2"529 |
| 14                          | 12 | Pedro Diniz           | Sauber - Petronas    | 1'33"374 | +2"912 |
| 15                          | 5  | Alessandro Zanardi    | Williams - Supertec  | 1'33"549 | +3"087 |
| 16                          | 11 | Jean Alesi            | Sauber - Petronas    | 1'33"910 | +3"448 |
| 17                          | 15 | Toranosuke Takagi     | Arrows               | 1'34"182 | +3"720 |
| 18                          | 14 | Pedro de la Rosa      | Arrows               | 1'34"244 | +3"782 |
| 19                          | 23 | Ricardo Zonta         | BAR - Supertec       | 1'34"412 | +3"950 |
| 20                          | 18 | Olivier Panis         | Prost - Peugeot      | 1'35"068 | +4"606 |
| 21                          | 20 | Luca Badoer           | Minardi - Ford       | 1'35"316 | +4"854 |
| Tempo limite 107%: 1:36.794 |    |                       |                      |          |        |
| 22                          | 21 | Marc Gené             | Minardi - Ford       | 1'37"013 | +6"551 |

## Gara

### Resoconto

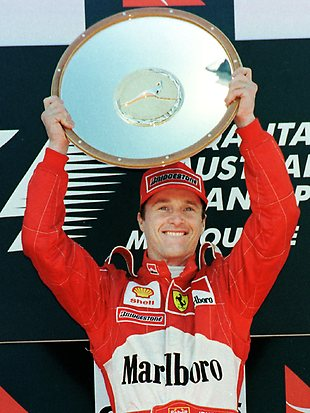
Eddie Irvine festeggia la prima vittoria in carriera

La prima procedura di partenza viene interrotta dalle due Stewart, che prendono fuoco sulla griglia di partenza; Barrichello riparte dai box con il muletto, mentre Herbert deve ritirarsi. Al secondo via vengono retrocessi in fondo allo schieramento Schumacher e Takagi, avviatisi in ritardo nel giro di formazione; Häkkinen e Coulthard mantengono quindi senza difficoltà le prime posizioni, guadagnando subito un buon vantaggio sugli inseguitori, guidati da Irvine, Frentzen e Ralf Schumacher.
Al tredicesimo giro, però, Coulthard si deve ritirare per un problema al cambio; nel frattempo, sulla BAR di Villeneuve si stacca l'alettone e il canadese va a sbattere contro le barriere. La direzione gara manda quindi in pista la safety car, che guida il gruppo per tre passaggi; alla ripartenza, sulla McLaren di Häkkinen si rompe l'acceleratore e il finlandese è costretto al ritiro. In testa passa così Irvine, seguito sempre da Frentzen e Ralf Schumacher. La gara di Michael Schumacher si trasforma invece in un continuo entrare e uscire dai box, causato da una foratura e da noie elettriche. Irvine mantiene il comando fino al traguardo, conquistando la prima vittoria in carriera davanti a Frentzen, Ralf Schumacher, Fisichella, Barrichello e de la Rosa, a punti al debutto. La Ferrari ritorna a vincere il primo gran premio della stagione dopo un digiuno di 10 anni dal brasile 1989 con Nigel Mansell.

### Risultati
| Pos | N  | Pilota                | Costruttore/Motore   | Giri | Tempo/Ritiro               | Griglia | Punti |
| --- | -- | --------------------- | -------------------- | ---- | -------------------------- | ------- | ----- |
| 1   | 4  | Eddie Irvine          | Ferrari              | 57   | 1h35'01"659                | 6       | 10    |
| 2   | 8  | Heinz-Harald Frentzen | Jordan - Mugen-Honda | 57   | +1"027                     | 5       | 6     |
| 3   | 6  | Ralf Schumacher       | Williams - Supertec  | 57   | +7"012                     | 8       | 4     |
| 4   | 9  | Giancarlo Fisichella  | Benetton - Playlife  | 57   | +33"418                    | 7       | 3     |
| 5   | 16 | Rubens Barrichello    | Stewart - Ford       | 57   | +54"698                    | 4       | 2     |
| 6   | 14 | Pedro de la Rosa      | Arrows               | 57   | +1'24"317                  | 18      | 1     |
| 7   | 15 | Toranosuke Takagi     | Arrows               | 57   | +1'26"288                  | 17      |       |
| 8   | 3  | Michael Schumacher    | Ferrari              | 56   | +1 giro                    | 3       |       |
| Rit | 23 | Ricardo Zonta         | BAR - Supertec       | 48   | Cambio                     | 19      |       |
| Rit | 20 | Luca Badoer           | Minardi - Ford       | 42   | Cambio                     | 21      |       |
| Rit | 10 | Alexander Wurz        | Benetton - Playlife  | 28   | Sospensioni                | 10      |       |
| Rit | 12 | Pedro Diniz           | Sauber - Petronas    | 27   | Trasmissione               | 14      |       |
| Rit | 21 | Marc Gené             | Minardi - Ford       | 25   | Collisione con J.Trulli    | 22      |       |
| Rit | 19 | Jarno Trulli          | Prost - Peugeot      | 25   | Collisione con M.Gene      | 12      |       |
| Rit | 18 | Olivier Panis         | Prost - Peugeot      | 23   | Dado ruota (9°)            | 20      |       |
| Rit | 1  | Mika Häkkinen         | McLaren - Mercedes   | 21   | Acceleratore               | 1       |       |
| Rit | 5  | Alessandro Zanardi    | Williams - Supertec  | 20   | Incidente                  | 15      |       |
| Rit | 2  | David Coulthard       | McLaren - Mercedes   | 13   | Problema idraulico         | 2       |       |
| Rit | 22 | Jacques Villeneuve    | BAR - Supertec       | 13   | Rottura alettone/incidente | 11      |       |
| Rit | 7  | Damon Hill            | Jordan - Mugen-Honda | 0    | Collisione Con J.Trulli    | 9       |       |
| Rit | 11 | Jean Alesi            | Sauber - Petronas    | 0    | Cambio                     | 16      |       |
| NP  | 17 | Johnny Herbert        | Stewart - Ford       | 0    | Incendio                   | 13      |       |

## Classifiche

### Piloti
| Pos. | Pilota                | Punti |
| ---- | --------------------- | ----- |
| 1    | Eddie Irvine          | 10    |
| 2    | Heinz-Harald Frentzen | 6     |
| 3    | Ralf Schumacher       | 4     |
| 4    | Giancarlo Fisichella  | 3     |
| 5    | Rubens Barrichello    | 2     |
| 6    | Pedro de la Rosa      | 1     |

### Costruttori
| Pos. | Team                 | Punti |
| ---- | -------------------- | ----- |
| 1    | Ferrari              | 10    |
| 2    | Jordan - Mugen-Honda | 6     |
| 3    | Williams - Supertec  | 4     |
| 4    | Benetton - Playlife  | 3     |
| 5    | Stewart - Ford       | 2     |
| 6    | Arrows               | 1     |